# Congreso de Liberación Nacional Ngwane
El Congreso Nacional Libertario Ngwane (Ngwane National Liberatory Congress en inglés original, con las siglas NNLC) es un partido político de Suazilandia fundado en 1963 por Ambrose Phesheya Zwane y el Príncipe Dumisa.
El NNLC forma un frente común con el Movimiento Popular Democrático Unido (PUDEMO), ambos tienen un electorado parecido, aunque el NNLC tiene un discurso más moderado.

## Historia
Tras su creación en 1963, el NNLC mantuvo relaciones con el Movimiento Panafricanista de Ghana enviando a sus miembros a la Escuela Ideológica Kwame Nkruma. En esa década el partido luchó por la independencia de Suazilandia y por el establecimiento de un salario mínimo.
El congreso del NNLC con vistas a las elecciones nacionales de 1967 supuso el descubriendo de intereses encontrados entre sus miembros lo que acabó desembocando en una marcha de algunos de ellos a otros partidos y de otros hacia la administración del Estado.
En las elecciones de 1972, y tras graves problemas internos, de nuevo en el congreso del partido previo a ellas, el NNLC obtuvo 3 escaños en el Parlamento, siendo el único partido de la oposición en un parlamento controlado por el Movimiento Nacional Imbokodvo. El congresista Bhekindlela T Ngwenya fue deportado bajo sospecha de no ser suazi, razón por la cual no podría ser parlamentario. Todo ello se hizo en contra de la resolución del Tribunal de la Tierra que había fallado a su favor.
En 1973, un año después de las anteriores elecciones, se prohibió toda actividad política y el NNLC fue ilegalizado. El líder del partido estuvo detenido 60 días sin juicio. La mayoría de los militantes del partido huyó, entonces, a Tanzania.
En 1997 el partido se reorganizó mediante un comité provisional dirigido por Jimmy Hlophe. Al año siguiente se legalizaron los partidos políticos en Suazilandia y el 18 de marzo falleció el presidente del NNLC, Ambrose Phesheya Zwane, celebrábose sus funerales con un gran apoyo público.
En noviembre de 1998 Obed Mfanyana Dlamini fue nombrado nuevo presidente del partido. En las elecciones del 1999 el partido se opuso el sistema electoral del país y boicoteó las elecciones. Algunos miembros se registraron y participaron en las elecciones. Estos fueron llevados a una audiencia disciplinaria por la que fueron expulsados.
En mayo de 1972 obtuvo 3 escaños en las elecciones legislativas. Fue el único partido de la oposición al régimen que ha conseguido nunca representación parlamentaria ya que poco después los partidos políticos fueron prohibidos. En las últimas elecciones del 21 de octubre de 2003 sólo pudieron ser elegidos aquellos no relacionados con ningún partido político.
En mayo de 1999 el NNLC, el Movimiento Popular Democrático Unido (PUDEMO) y la Federación de Sindicatos de Suazilandia (SFTU) se unieron en un único partido, la Alianza Democrática de Suazilandia (SDA), siendo Obed Dlamini, ex primer ministro, nombrado presidente. Tras las elecciones de 2003 el presidente Obed Dlamini ganó un acta como diputado al Parlamento por la circunscripción del Inkhundla Nhlambeni.

## Ideario
El ideario defendido y perseguido por el NNLC es el siguiente:
- Liberar a los suazilandeses de una mentalidad que acepta la docilidad, y el abuso de las personas en nombre de la cultura y de las tradiciones.
- Erradicar toda forma de discriminación por motivos de origen, raza, idioma, credo, sexo, condición social, impedimento físico, etc. para crear una sociedad democrática en la que todos tengan las mismas oportunidades de autopromoción y realización.
- Restaurar la régimen político democrático y pluripartidista con una constitución que proteja las libertades de todos los swazis, es decir, las libertades de asociación, reunión, expresión, etc. tal como se definen en la Declaración Universal de Derechos Humanos.
- Promover la unidad nacional y la conciencia en toda la nación por lograr la armonía entre el pueblo y el líderes tradicionales, y para luchar contra las prácticas culturales que sirven para oprimir y explotar a las masas.